# Gary Ilman
Gary Ilman (* 13. August 1943 in Glendale, Kalifornien;  † 16. August 2014) war ein US-amerikanischer Schwimmer und zweifacher Olympiasieger.

## Leben und Wirken
Bei den Olympischen Sommerspielen 1964 in Tokio gewann er mit der US-amerikanischen Staffel zweimal die Goldmedaille. Sowohl über 4 × 100 m wie auch über 4 × 200 m Freistil konnten sie einen neuen Weltrekord aufstellen. Im Einzelwettbewerb über 100 m Freistil erreichte er den 4. Platz, nachdem er im Vorlauf und im Halbfinale jeweils neue olympische Rekorde aufgestellt hatte.
Ilman konnte zudem bei den Panamerikanischen Spielen von 1963 mit der US-Staffel den Wettkampf über 4 × 800 m Freistil gewinnen.